# Streckad myrpitta
Streckad myrpitta (Hylopezus perspicillatus) är en fågel i familjen myrpittor inom ordningen tättingar.

## Utseende och läte
Streckad myrpitta är en knubbig tätting med långa pinnar till ben. Fjkäderdräkten är karakteristisk, med tydlig beige ögonring, grå hjässa, svart mustaschstreck, tjocka svarta strimmor på vit undersida och beigefärgade fläckar på vingarna. Sångeb består av en kort serie med sorgsamt visslade toner.

## Utbredning och systematik
Streckad myrpitta delas in i fem underarter med följande utbredning:
- Hylopezus perspicillatus pallidior – förekommer i Colombia (nedre Caucafloden, övre Río Sinú och Magdalenafloden)
- Hylopezus perspicillatus periophthalmicus – förekommer längs Stillahavskusten i västra Colombia och nordvästra Ecuador
- Hylopezus perspicillatus perspicillatus – förekommer i östra Panama och nordvästra Colombia (norra Chocó)
- Hylopezus perspicillatus intermedius – förekommer i Karibiska sluttningen från nordöstra Honduras till västra Panama
- Hylopezus perspicillatus lizanoi – förekommer i Stillahavssluttningen i sydvästra Costa Rica

## Levnadssätt
Streckad myrpitta hittas i uppvuxen låglänt skog. Där ses den enstaka eller i par på eller nära marken. Den är rätt vanlig och hörs ofta, men är skygg och ses sällan i det öppna.

## Status och hot
Arten har ett stort utbredningsområde, men tros minska i antal, dock inte tillräckligt kraftigt för att den ska betraktas som hotad. Internationella naturvårdsunionen IUCN listar arten som livskraftig (LC). Beståndet uppskattas till i storleksordningen 50 000 till en halv miljon vuxna individer.